# Pinnatella anacamptolepis
Pinnatella anacamptolepis är en bladmossart som beskrevs av Brotherus 1906. Pinnatella anacamptolepis ingår i släktet Pinnatella och familjen Neckeraceae. Inga underarter finns listade i Catalogue of Life.